# Valérie Bourdier
Valérie Bourdier (ur. w 1969) – francuska snowboardzistka. Nie startowała na igrzyskach olimpijskich. Na mistrzostwach świata najlepszy wynik uzyskała na mistrzostwach w Berchtesgaden, gdzie zajęła 4. miejsce w halfpipe’ie. Najlepsze wyniki w Pucharze Świata osiągnęła w sezonie 2001/2002, kiedy to zajęła trzecie miejsce w klasyfikacji halfpipe’a.
W 2003 r. zakończyła karierę.

## Sukcesy

### Mistrzostwa Świata
| Miejsce | Dzień       | Rok  | Miejscowość          | Konkurencja | Zwycięzca       |
| ------- | ----------- | ---- | -------------------- | ----------- | --------------- |
| 7.      | 24 stycznia | 1997 | San Candido          | Halfpipe    | Anita Schwaller |
| 4.      | 16 stycznia | 1999 | Berchtesgaden        | Halfpipe    | Kim Stacey      |
| 27.     | 27 stycznia | 2001 | Madonna di Campiglio | Halfpipe    | Doriane Vidal   |
| 20.     | 16 stycznia | 2003 | Kreischberg          | Halfpipe    | Doriane Vidal   |

### Puchar Świata

#### Miejsca w klasyfikacji generalnej
- 1996/1997 - 102.
- 1997/1998 - 97.
- 1998/1999 - 26.
- 2000/2001 - 52.
- 2001/2002 - -
- 2002/2003 - -

#### Miejsca na podium
1. Morzine – 7 stycznia 1999 (Halfpipe) - 1. miejsce
2. Olang – 13 marca 1999 (Halfpipe) - 2. miejsce
3. Kreischberg – 25 stycznia 2002 (Halfpipe) - 3. miejsce